# Electric Touch
«Electric Touch» — третий студийный альбом поп-певца Сергея Лазарева, выпущенный 31 марта 2010 года компанией «Sony Music». Издание содержит постер с фотографиями и дополнительной информацией на английском языке. На пять песен этого альбома были сняты видеоклипы: «Lazerboy» (feat. Тимати), «Найди меня», «Alarm», «Instantly», «Heartbeat» и русскоязычная версия — «Биение сердца». Deluxe версия дополняет в себя: два ремикса, три видеоклипа, два выступления с концерта и фотосессию.

## История альбома
В конце 2008 года певец Сергей Лазарев решил создать новый альбом под названием «Lazerboy». Через несколько месяцев после записи песни «Electric Touch» он переименовал название сборника, так как был расторгнут контракт со звукозаписывающей компанией, которой принадлежали права на некоторые песни с альбома. В этот раз альбом издала крупнейшая компания «Sony Music». Договор был подписан «Sony Music» в марте 2010 года. В делюкс-версию альбома прошёл ремикс на песню «Найди меня», который был избран конкурсом и Сергеем Лазаревым на официальном сайте певца, а также ремикс на песню Lazerboy.
6 апреля в клубе «Истерика» Сергей Лазарев отметил свой день рождения и презентацию альбома-хита. Сергей исполнил свои новые песни публике. Репортаж снимали два телеканала: MTV и НТВ. 23 апреля 2010 года альбом «Electric Touch» стал лидером продаж в России. Однако статус золотого альбома он получил только через год.
25 апреля 2011 года было выпущено промо-переиздание альбома от «Sony Music» совместно с обувной фирмой «Corsocomo». Издание содержало несколько другой список песен, включая живые исполнения ранних хитов, а также трек «There's A Place For Us», вошедший в русскую версию фильма «Хроники Нарнии: Покоритель зари».

## Список композиций
| №   | Название                   | Длительность |
| --- | -------------------------- | ------------ |
| 1.  | «Alarm»                    | 3:41         |
| 2.  | «Electric Touch»           | 3:15         |
| 3.  | «Money On Love»            | 3:30         |
| 4.  | «She Said»                 | 3:53         |
| 5.  | «Slow Mo»                  | 3:45         |
| 6.  | «Emotions»                 | 4:41         |
| 7.  | «Lazerboy (feat. Тимати)»  | 3:57         |
| 8.  | «She Is»                   | 3:36         |
| 9.  | «Sexy Automatic»           | 3:29         |
| 10. | «Heartbeat»                | 4:09         |
| 11. | «Stereo (HarDrum Version)» | 3:41         |
| 12. | «Найди меня»               | 3:32         |
| 13. | «Instantly»                | 4:03         |
| 14. | «Feelin’ High»             | 4:38         |

| №   | Название                           | Длительность |
| --- | ---------------------------------- | ------------ |
| 15. | «Найди меня (Alex Menco remix)»    | 3:08         |
| 16. | «Lazerboy (Michael Yousher remix)» | 4:15         |

| №  | Название                                                | Длительность |
| -- | ------------------------------------------------------- | ------------ |
| 1. | «Lazerboy feat. Timati» (режиссёр К. Черепков)          | 3:50         |
| 2. | «Найди меня» (режиссёр П. Худяков "Худяков Production") | -:--         |
| 3. | «Stereo (live)» (Lazerboy Show St.-Petersburg)          | -:--         |
| 4. | «Lazerboy (live)» (Lazerboy Show St.-Petersburg)        | -:--         |
| 5. | «Lazerboy feat. Timati» (Michael Yousher Video Remix)   | 4:14         |
| 6. | «Фотосессия Electric Touch» (Фотосессия д. Величко)     | -:--         |

## Чарты
| Страна | Место | Сертификация |
| ------ | ----- | ------------ |
| Россия | 1     | Золотой диск |